# جويل فيريرا
جويل فيريرا (10 يناير 1992 بفالونغو في البرتغال - ) هو لاعب كرة قدم برتغالي في مركز الدفاع. لعب مع نادي بورتو.

## وصلات خارجية
- جويل فيريرا على موقع قاعدة بيانات كرة القدم.إي يو (الإنجليزية)
- جويل فيريرا على موقع Soccerway.com (الإنجليزية)
- جويل فيريرا على موقع AS.com (الإسبانية)